# Tarihi Sultanahmet Köftecisi
Tarihi Sultanahmet Köftecisi (turc per Restaurant Historic de Köfte a Sultanahmet) és una lokanta (petit restaurant) tradicional de köftes de Turquia, establert el 1920 al barri homònim d'Istanbul. En el seu menú normalment només es troben köftes com a plat principal, piyaz per a acompanyar i irmik helva com a postres. El lloc és considerat una atracció turistica de Sultanahmet, un dels barris més coneguts a Istanbul pels turistes estrangers i turcs. Al llarg de la seva història de 100 anys, per primera vegada va tancar les portes per la pandèmia per coronavirus, del mes de març de 2020.